# Workflow management
La teoria e le applicazioni del workflow management promuovono la gestione dei gruppi di lavoro collaborativi secondo il workflow model, modello processuale. Un processo consiste in una o più attività ognuna delle quali rappresenta un lavoro da svolgere per giungere a un obiettivo comune. Il workflow management sostiene l'organizzazione del processo di lavoro mediante l'utilizzo di software specifici. Le attività possono essere svolte dai partecipanti o da applicazioni informatiche. I sistemi software che sanno interpretare una serie di regole procedurali integrano diverse funzioni: utilizzano strumenti dell’Information technology per la condivisione dell'informazione e gestiscono la comunicazione e il passaggio di compiti da un collaboratore all'altro e sono dunque chiamati Workflow management systems .

## Workflow management systems
I vantaggi dei supporti Workflow management systems sono così sintetizzati:
- Incremento dell'efficienza – l'automazione di molti processi fornisce l'eliminazione dei passi non necessari;
- Migliore controllo del processo – mediante la standardizzazione dei metodi di lavoro e la disponibilità di strumenti di verifica;
- Flessibilità – il controllo del software sul processo di lavoro può essere programmato in base alle esigenze;

In tali sistemi risulta centrale il ruolo di presentazione, conservazione e condivisione della conoscenza che nasce dalle forme di workflow collaborativo. Le conoscenze individuali, per essere utili in un gruppo di lavoro, devono essere archiviate nel sistema e contenere metainformazioni che ne permettano il reperimento. Questo aspetto ha a che fare con quel filone di studi chiamato knowledge management. 
I Workflow management systems sono realizzati come veri e propri programmi software (workflow engine) da installare sui computer dei collaboratori. Così come è accaduto per le intranet (che condividono con i Workflow management systems il ruolo di intermediazione dei flussi di informazione all'interno delle strutture produttive) anche questi sistemi possono essere progettati senza l'utilizzo di protocolli proprietari. Molti vantaggi del workflow management sono dovuti soprattutto all'utilizzo della rete Internet per il mantenimento e l'organizzazione dei contatti, soprattutto quando il gruppo di lavoro è vasto e disperso nello spazio.